# Conservateur (chimie)
Pour les articles homonymes, voir Conservateur.

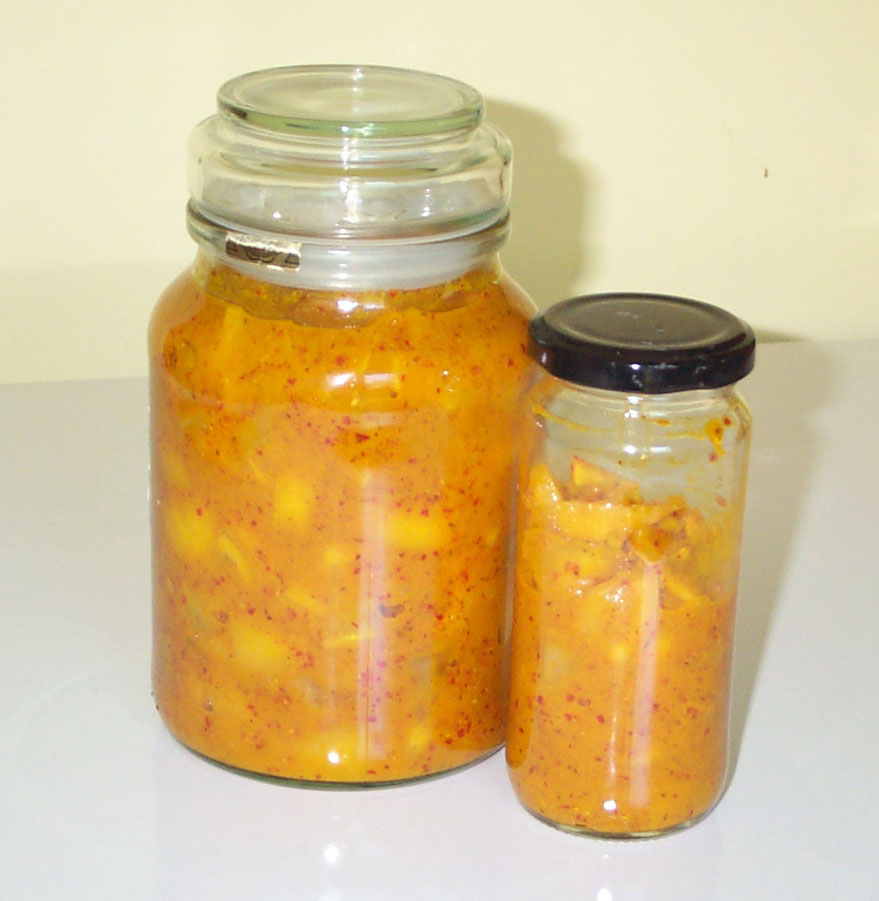
Un cornichon au citron fermenté.

Un conservateur est défini comme toute substance capable de s’opposer aux altérations d’origines physique (photodégradation, dissociation, biodégradation, etc.), chimiques (transformation par réaction d'oxydoréduction avec l'air ou un composant, ou un contenant) ou microbiologiques d’un produit (altération par les bactéries en général).

## Utilité
Ils allongent la durée d'utilisation ou de mise en vente d'un produit, son efficacité et parfois améliorent la sécurité alimentaire.
Ces produits sont proches des stabilisateurs et en ont souvent aussi la fonction.

## Toxicologie, écotoxicologie
Beaucoup de conservateurs ont des vertus biocides. Ils sont donc écotoxiques et parfois toxiques pour l'homme. Ils doivent donc être utilisés à faible ou très faible doses.
Ils peuvent en outre être allergènes et/ou sensibilisants, ce qui pose des problèmes dans les médicaments, produits alimentaires ou cosmétiques ou  d'hygiène corporelle (à usage humain ou vétérinaire), fixateur de parfum. 
C'est le cas par exemple du conservateur méthyldibromoglutaronitrile (MDBGN) (ou Euxyl K400, 1,2-dibromo-2,4-dicyanobutane, pentanedinitrile, 2-bromo-2-(bromométhyl)-, glutaronitrile, 2-bromo-2-(bromométhyl)-) qui s'est révélé être un puissant sensibilisant (en une à cinq semaines de contacts répétés,, et allergène source d'eczémas de contact allergiques,, et où l'on trouve aussi 20 % de méthylglutaronitrile, qui y est le principal allergène).